# Salmeopsis claussenii
Salmeopsis claussenii là một loài thực vật có hoa trong họ Cúc. Loài này được Benth. miêu tả khoa học đầu tiên năm 1876.